# Síkgörbe
A síkgörbék egydimenziós síkbeli ponthalmazok [forrás?]. Vannak összefüggőek és több ágra osztottak, korlátosak és végtelenbe nyúlók. Némelyek alig, mások jobban eltérnek az egyenestől. Az egyszerű görbéken nincsenek hurkok, más görbék önmagukat metszik. A síkgörbéket többféle gyakorlati és elméleti vizsgálatnál használjuk. Megadásuk, definíciójuk nagyon változatos. Sok nevezetes görbe többféleképpen értelmezhező, ennek következtében a görbék osztályozására nem kerülhet sor, csupán jellemző típusokat tudunk kiemelni.(A matematikai elemzés során az egyenest is közéjük soroljuk.)

## Fontosabb görbetípusok

### Elemi függvények grafikonjai
Racionális egészfüggvények,
Racionális törtfüggvények,
Irracionális függvények,
Exponenciális és logaritmusfüggvények,
Trigonometrikus és arcus függvények,
Hiperbolikus és Area-függvények.

### Más fontos görbék
Kúpszeletek: kör, ellipszis, parabola, hiperbola;
Harmadrendű görbék: Neil-parabola, Agnesi-féle görbe, Descartes-féle levél, cisszoid, sztrofoid;
Negyedrendű görbék: Nikomédész-féle konhoisz, Pascal-féle csiga, kardioid, lemniszkáta, Cassini-görbe;
Cikloisok: közönséges-, hurkolt-, nyújtott-ciklois, epi-/hipociklois, asztroid;
Spirálisok: Arkhimédész-f., Galilei-f., parabolikus -, hiperbolikus -, logaritmikus spirál, klotoid (= cornu spirál), lituus (pásztorbot), körevolvens;
valamint a láncgörbe, a traktrix, evolvensek.

## Differenciálgeometriai leírás
A síkgörbét a térgörbék speciális eseteként kezeljük. A térbeli derékszögű koordináta-rendszer (X;Y) síkjában fekvő görbe leírható
(a) -- {\displaystyle {\vec {r}}={\vec {g}}(t)~} vektor-skalár függvénnyel,
(b) -- {\displaystyle x=x(t),~~y=y(t)~} paraméteres egyenletrendszerrel,
(c) -- {\displaystyle F(x,y)=0~} implicit egyenlettel,
(d) -- {\displaystyle y=f(x)~} explicit egyenlettel,
valamint ez utóbbi három alakban polárkoordinátákkal:
(e) -- {\displaystyle \rho =\rho (t),~\varphi =\varphi (t)~}
(f) -- {\displaystyle \Pi (\rho ,\varphi )=0~},
(g) -- {\displaystyle \rho =p(\varphi )~}.
Hasonló formulák használhatók más koordináta-rendszerekben.

### A görbe lokális jellemzői

#### Ívhossz
A görbeszakasz s ívhossza a ds ívelem integrálja a [t..t+dt] intervallumban:
{\displaystyle ds={\sqrt {{\dot {x}}^{2}(t)+{\dot {y}}^{2}(t)}}\,}
{\displaystyle s=\int \limits _{t}^{t+dt}\mid \mathbf {\dot {r}} (t)\mid dt,}

#### Érintő
Az görbe adott pontjában az érintő irányú {\displaystyle {\vec {t}}} vektor a vektor-skalár függvény t szerinti első deriváltja:
{\displaystyle {\vec {t}}=\mathbf {\dot {r}} (t)={\dot {x}}(t)\mathbf {i} +{\dot {y}}(t)\mathbf {j} }

#### Normális
A görbe adott pontjában az érintőre merőleges {\displaystyle {\vec {n}}} vektor a vektor-skalár függvény t szerinti második deriváltja:

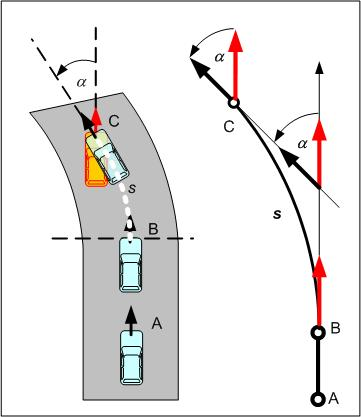

{\displaystyle {\vec {n}}=\mathbf {\ddot {r}} (t)={\ddot {x}}(t)\mathbf {i} +{\ddot {y}}(t)\mathbf {j} }

#### Görbület
Az érintő irányváltozásának a pályamenti sebessége, az irányszög ívhossz szerinti első deriváltja:
{\displaystyle g={\frac {d\alpha }{ds}}={\frac {\mid {\vec {n}}\mid }{\mid {\vec {t}}\mid ^{2}}},}.
A görbületi sugár (a simulókör sugara) a görbület reciproka:
{\displaystyle \rho ={\frac {1}{g}}\,}.

### Különleges pontok

#### Inflexiós pont
Az inflexiós pontban a görbület {\displaystyle g=0}, a két csatlakozó görbeíven ellentétes előjelű. Az inflexiós pontban az érintő metszi a görbét.

#### Csúcspont
Olyan pont, ahol a görbületnek (lokális) maximuma/minimuma van.

#### Szinguláris pontok
Kettős (többszörös) pont, ahol a görbe önmagát metszi.
Izolált pont: a többi résztől különálló, de a leképezés kép-pontja.
Töréspont: az érintő ugrásszerűen megváltozik ({\displaystyle \neq 180^{o}}).
Hegy: a pontban az érintő ellentétes irányúra változik.
Simulópont: ahol a görbe önmagát érinti, közös a két ív érintője.
Végpontok: a nem csatlakozó ívdaraboké és a korlátos görbéké.
Aszimptotikus pont: az egy pontra zsugorodó spirális határértéke.